# Andressa Alves

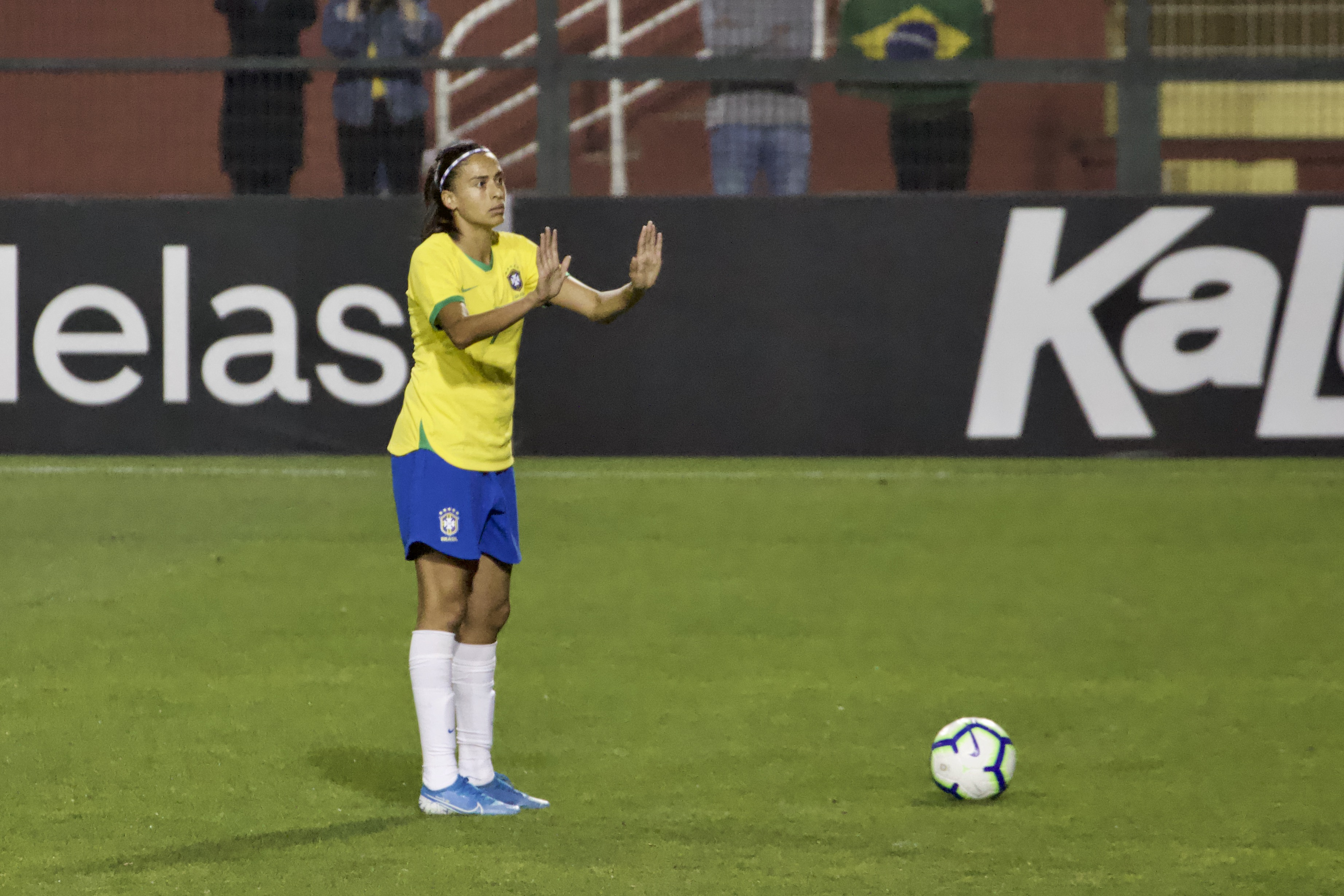
Andressa Alves au tournoi international de Sao Paolo 2019

Andressa Alves, née le 10 novembre 1992 à São Paulo (Brésil), est une footballeuse internationale brésilienne. Elle évolue au poste de milieu offensif au sein du club italien de l'AS Roma.

## Biographie

### Carrière en club

#### São José EC
Andressa Alves commence sa carrière professionnelles en 2013 avec le club brésilien du São José EC.

#### Montpellier HSC
Le 29 juin 2015, Andressa Alves, alors âgée de 22 ans, s'engage avec le Montpellier HSC et devient la première Brésilienne de l'histoire à rejoindre le club de Louis Nicollin.

#### FC Barcelone
Après une simple saison à Montpellier, Andressa Alves quitte l'Hérault et la France pour rejoindre le FC Barcelone où elle signe le 28 juin 2016. Avec cette équipe, elle atteint la finale de la Ligue des champions 2019. Le 18 mai, lors de la finale qui se déroulait à Budapest, elle s'incline face à l'Olympique Lyonnais, vainqueur des trois éditions précédentes.

#### AS Roma
Le 15 juillet 2019, Andressa Alves s'engage avec l'AS Roma. Elle y inscrit 122 buts en 23 apparitions.

#### Houston Dash
Pour la saison 2023, elle retourne en NWSL sous les couleurs du Houston Dash.

#### Retour au Brésil
En janvier 2025, elle revient au Brésil et signe avec les Corinthians, tenants du titre de la Copa Libertadores et de la Série A brésilienne.

### Carrière en sélection
Andressa Alves participe avec la sélection brésilienne à la Coupe du monde des moins de 20 ans 2010 organisée en Allemagne, puis à la Coupe du monde des moins de 20 ans 2012 qui se déroule au Japon.
Elle dispute ensuite la Coupe du monde 2015 organisée au Canada. Lors du mondial, elle joue trois matchs.

## Vie privée
Elle est mariée à la footballeuse brésilienne Francielle.